# Cortes de Coimbra de 1398
Realizadas no ano de 1398, mostraram a evolução económica operada no reino, com o início da dinastia de Avis.
Sem tesouro régio, D. João I teve de recorrer à desvalorização da moeda, o que provocou graves perturbações financeiras. Assim, apesar de o rei ter mandado indemnizar as classes que recebiam rendas, pediam estes em Cortes que se lhes mandasse pagar na moeda por que foram celebrados os contratos. O rei prometeu remediar o mal, e de facto passou a mandar marcar o que se pagava na moeda equivalente à anterior.
Foi nessas Cortes que em 30 de janeiro de 1398 D. João I envia ao concelho de Lisboa um Capítulo Geral apresentado às Cortes de Coimbra de 1398 os cavaleiros aquantiados e o valor das suas quantias.